# Caumont-sur-Orne
Caumont-sur-Orne település Franciaországban, Calvados megyében. Lakosainak száma 75 fő (2018. január 1.). Caumont-sur-Orne Combray, Esson, Saint-Martin-de-Sallen és Saint-Rémy községekkel határos.

## Népesség
A település népességének változása:
| Lakosok száma | 76   | 66   | 65   | 69   | 75   | 83   | 84   | 86   | 77   | 75   |
|               | 1962 | 1968 | 1982 | 1990 | 1999 | 2008 | 2011 | 2013 | 2017 | 2018 |